# James Hamilton, 2:e markis av Hamilton

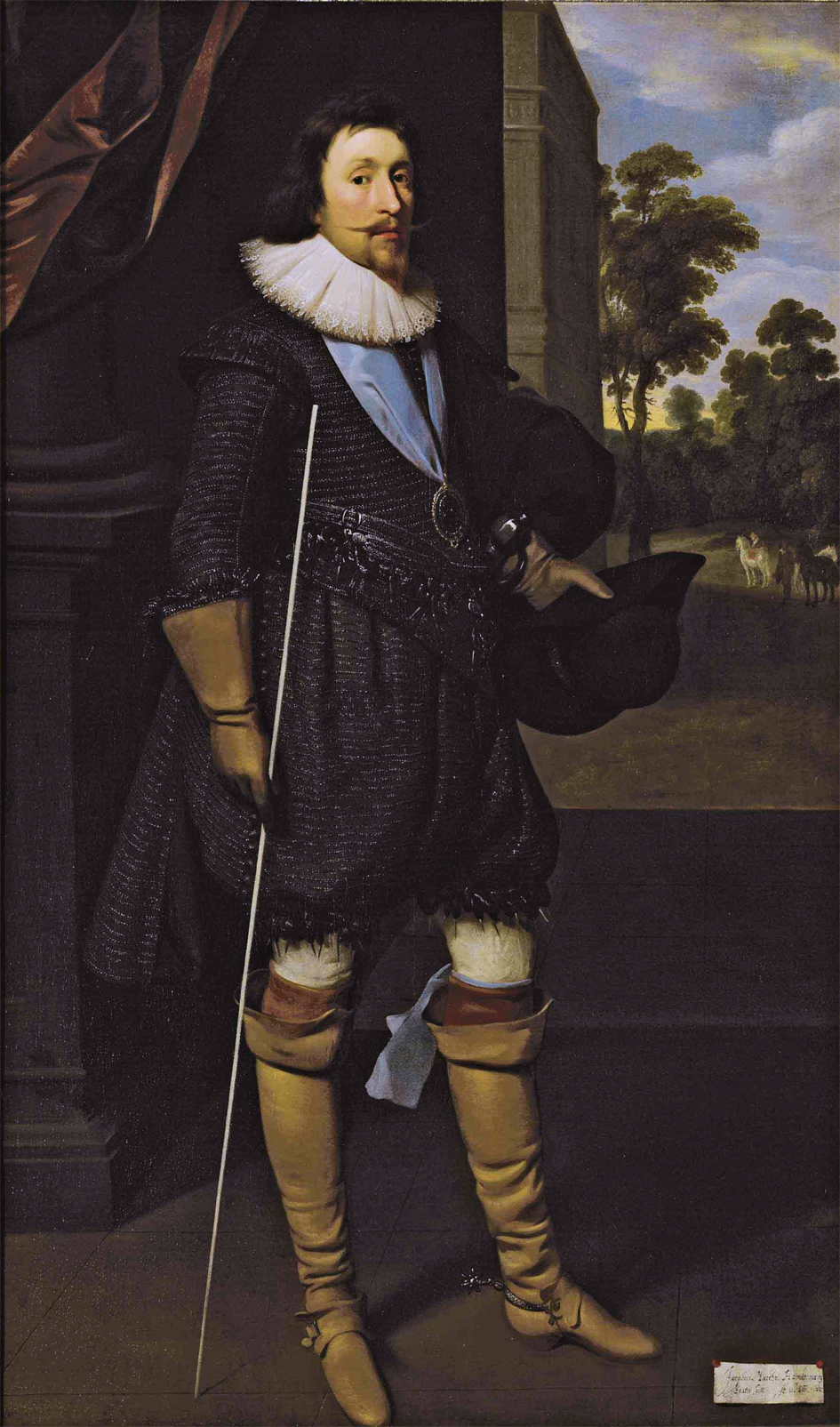
James Hamilton, 2:e markis av Hamilton

James Hamilton, 2:e markis av Hamilton, född 1589, död den 2 mars 1625, var en skotsk adelsman, son till John Hamilton, 1:e markis av Hamilton, gift med Ann Cunningham och far till James Hamilton, 3:e markis av Hamilton.
Hamilton var kung Jakobs gunstling och förtrogne samt erhöll av honom flera höga hovämbeten och stora förläningar. Han ärvde titlarna markis av Hamilton (1604) och earl av Arran (1609) samt blev 1619 engelsk peer som earl av Cambridge.